# Jean Markiewicz
Jean Markiewicz est un footballeur français né le 11 mars 1938 à Valenciennes (Nord) et mort le 8 janvier 2018, à Dechy. Révélé à US Valenciennes Anzin, ce milieu a également joué à l'Olympique de Marseille.

## Carrière de joueur
- 1955-1961 :  US Valenciennes Anzin
- 1962-1963 :  FC Nantes
- 1963-1965 :  Olympique de Marseille
- 1965-1966 :  US Marignane
- 1966-1967 :  SO Montpellier
- 1967-1970 :  Olympique Saint-Quentin[4]

## Palmarès
- International junior[5]
- Vice-champion de France D2 en 1963 avec le FC Nantes